# Fox Run
Fox Run és una concentració de població designada pel cens dels Estats Units a l'estat de Pennsilvània. Segons el cens del 2000 tenia 3.044 habitants.

## Demografia
Segons el cens del 2000, Fox Run tenia 3.044 habitants, 1.011 habitatges, i 874 famílies. La densitat de població era de 489,7 habitants per quilòmetre quadrat.
Dels 1.011 habitatges en un 50% hi vivien nens de menys de 18 anys, en un 79,3% hi vivien parelles casades, en un 5,6% dones solteres, i en un 13,5% no eren unitats familiars. En el 10,4% dels habitatges hi vivien persones soles l'1,6% de les quals corresponia a persones de 65 anys o més que vivien soles. El nombre mitjà de persones vivint en cada habitatge era de 3,01 i el nombre mitjà de persones que vivien en cada família era de 3,27.
Per edats la població es repartia de la següent manera: un 31,1% tenia menys de 18 anys, un 6% entre 18 i 24, un 35,5% entre 25 i 44, un 22,9% de 45 a 60 i un 4,5% 65 anys o més.
L'edat mediana era de 34 anys. Per cada 100 dones de 18 o més anys hi havia 96,4 homes.
La renda mediana per habitatge era de 68.182 $ i la renda mediana per família de 72.180 $. Els homes tenien una renda mediana de 50.372 $ mentre que les dones 30.833 $. La renda per capita de la població era de 24.810 $. Entorn de l'1% de les famílies i l'1% de la població estaven per davall del llindar de pobresa.

## Poblacions properes
El següent diagrama mostra les poblacions més properes.